# Stewart-Haas Racing
Stewart-Haas Racing est une écurie NASCAR basée à Kannapolis en Caroline du Nord et dirigée par Gene Haas et Tony Stewart depuis l'entrée au capital de la Haas CNC Racing de ce dernier en 2009.

## Parcours en NASCAR Cup series
Tony Stewart participe au championnat Cup Series aux côtés de la no 39 de Ryan Newman et décroche le titre en 2011 au volant de la voiture no 14 en remportant 5 des 10 courses de play-off,. L'écurie engage Danica Patrick en 2013 sur la no 10 mais faute de résultats probants (seulement 7 top 10 en 5 saisons et 190 courses), elle est remplacée en 2018 par Aric Almirola. La Stewart-Haas Racing recrute également en 2014 Kurt Busch et Kevin Harvick qui remporte le titre cette année là sur la no 4. De son côté Bush s'impose au Daytona 500 en 2017.
Le 28 mai 2024, Tony Stewart et Gene Haas annoncent la fermeture de l'équipe à la fin de l'année 2024.